# James Heckman

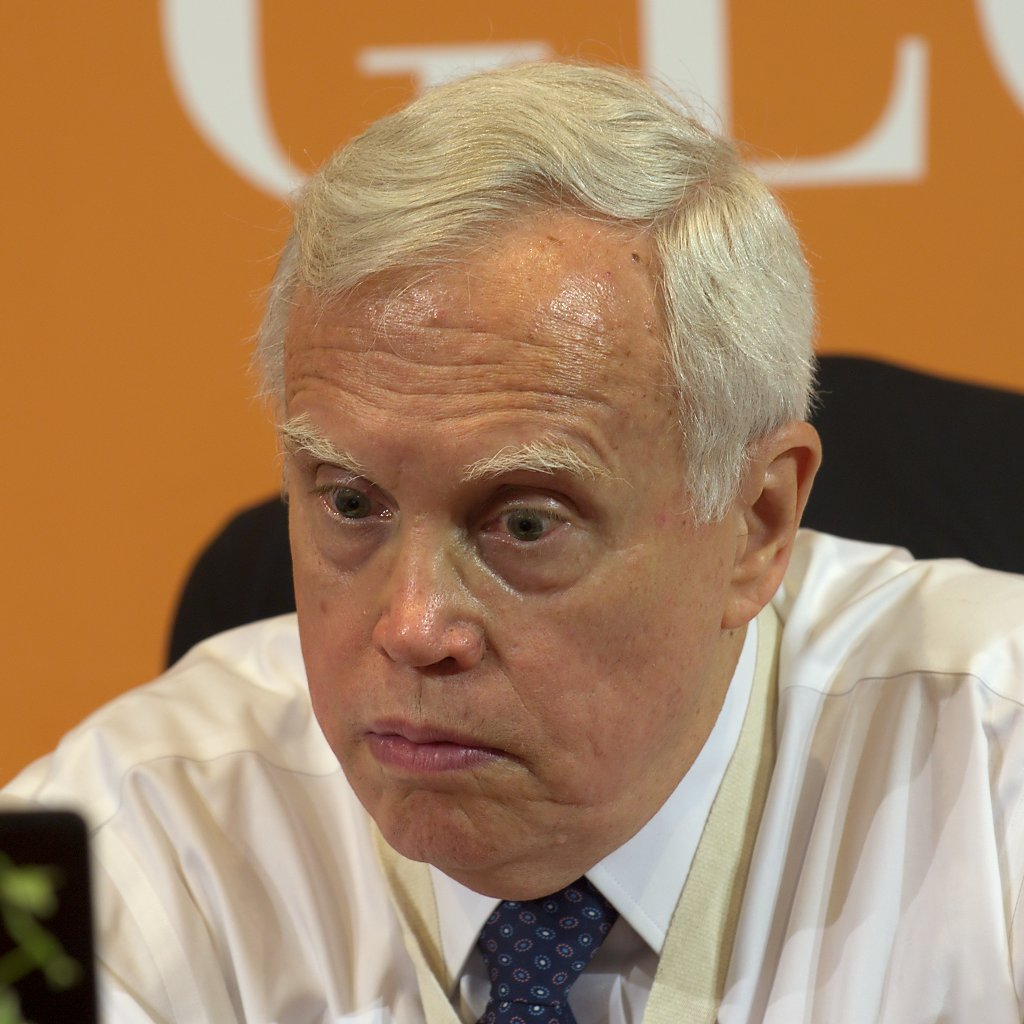
James Heckman (2009)

James Joseph Heckman (* 19. April 1944 in Chicago, Illinois) ist ein amerikanischer Ökonom. Er erhielt im Jahr 2000 zusammen mit Daniel McFadden den Wirtschafts-Nobelpreis für die Entwicklung von Theorien und Methoden zur Analyse selektiver Stichproben.

## Leben
Heckman wuchs in einem Vorort von Denver auf, wo er auch zur Schule ging. Er studierte Mathematik am Colorado College und schloss dort als B.A. ab. 1971 erhielt er an der Princeton University einen Ph.D. in Volkswirtschaftslehre. Zunächst war Heckman Dozent an der Columbia University; seit 1973 lehrt er an der University of Chicago. Neben seinem Lehrstuhl leitet Heckman auch das Economics Research Center sowie das Center for Social Program Evaluation an der Irving B. Harris School of Public Policy. 2004 erhielt er einen Ruf auf einen Lehrstuhl für Mikroökonometrie am University College London. 2006 ernannte ihn das University College Dublin zum Professor.
Heckman untersuchte in der Mikroökonomie das Entscheidungsverhalten von Personen, Haushalten und Unternehmen. Er entwickelte ein einfaches Verfahren zur Erkennung und Behebung von Fehlern und Fehlinterpretationen von Selektionsprozessen.
Er schrieb einige Arbeiten über die Wirkung von Sozialprogrammen auf Gesellschaft und Wirtschaft; so untersuchte er etwa die Ergebnisse des High/Scope Perry Preschool Project, in dem verglichen wurde, welchen Einfluss eine Vorschule auf den späteren Lebensweg haben kann. Daraus folgte seine Forderung nach einem Return on Investment in Education. Ohne auf einschlägige frühere Autoren wie etwa Albert Bandura oder Amitai Etzioni zu verweisen, ging Martin Spiewak 2021 in der Zeit so weit, Heckman als den Urheber der Wiederentdeckung der Charaktererziehung zu bestimmen.

## Ehrungen
- 1983: John-Bates-Clark-Medaille
- 1985: Wahl zum Mitglied der American Academy of Arts and Sciences
- 1992: Wahl zum Mitglied der National Academy of Sciences
- 2000: Alfred-Nobel-Gedächtnispreis für Wirtschaftswissenschaften, zusammen mit Daniel McFadden
- 2008: Wahl zum Mitglied der American Philosophical Society[5]
- 2014: Frisch-Medaille der Econometric Society (mit Flavio Cunha und Susanne M. Schennach)[6]
- 2016: Dan-David-Preis

## Werke
- Sample selection bias as a specification error. Econometrica, 1979, S. 153–161.
- The common structure of statistical models of truncation, sample selection and limited dependent variables and a simple estimator for such models. Annals of Economic and Social Measurement, Volume 5, number 4. NBER, 1976. 475-492.
- The economics and econometrics of active labor market programs. (mit Robert J. LaLonde und Jeffrey A. Smith) Handbook of labor economics 3 (1999): 1865-2097.
- J. Heckman und A. Krueger (Hrsg.): Inequality in America: What Role for Human Capital Policy? MIT Press, 2003 (englisch).
- Evaluating Human Capital Policy. Princeton University Press. (2004)
- Law and Employment: Lessons From Latin America and the Caribbean. University of Chicago Press. (2003)
- Incentives in Government Bureaucracies: Can Incentives in Bureaucracies Emulate Market Efficiency?. Brookings. (2004)
- Giving Kids a Fair Chance. MIT Press, Cambridge, Massachusetts, USA 2013, ISBN 978-0-262-01913-2.